# Ganz Közlekedési Mérőműszerek Gyára

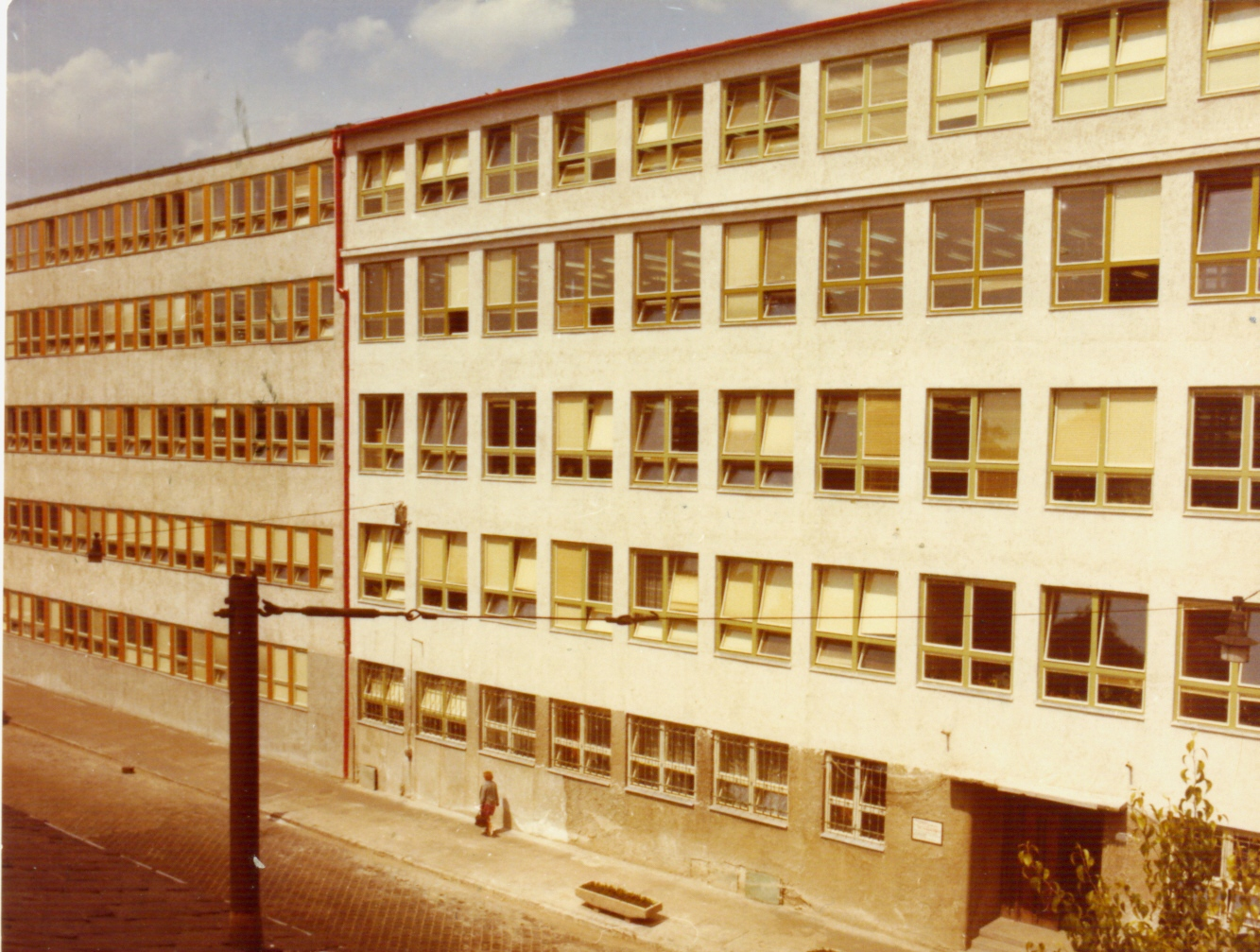
Közlekedési Mérőműszerek Gyára anno

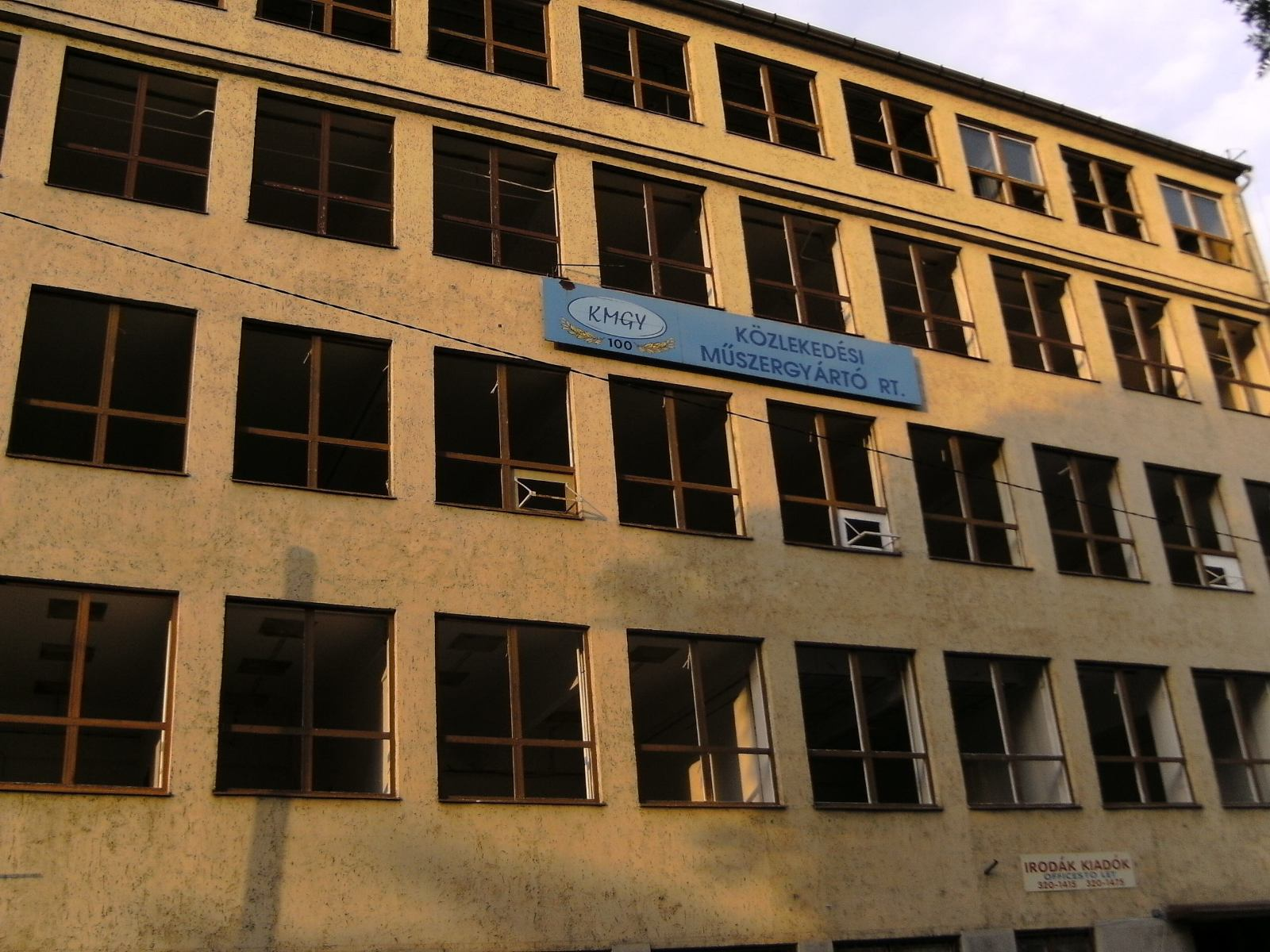
Közlekedési Mérőműszerek Gyára itt még áll

A Ganz Közlekedési Mérőműszerek Gyára első jogelődje a Marx és Mérei Tudományos Műszerek Gyára, mely 1900-ban alakult a Budapest XIII. kerület Bulcsú utca 7. szám alatt.

## Megalakulása
Az MMG repülőműszer gyártási profil és a gyártás várható felfutása, valamint az egyéb gyártandó mechanikai mérőműszer termelése szükségessé tette a gyáregységek szétválását. Az előírt jogszabályok szerint 1953. április 1-jével megalakult a Közlekedési Mérőműszerek Gyára (KMGy). Az MMG elköltözésével a KMGy egyedüli birtokosa lett a Bulcsú utca 7. szám alatti telephelynek. A géppark igen leromlott állapotú volt. Előfordult, hogy más vállalatoktól kölcsönöztek szerszámgépeket. A járműműszerek gyártásának felvételével nagy mennyiségű új forgácsoló és szerszámgépet szereztek be. Egy részüket a KMGy részére 1957-ben átengedett Bugyi községben lévő gyártelepen állították fel.
1956 februárjában kezdődött meg a Bulcsú utca 9. szám alatti épület felhúzása, melybe 1958 végén költöztek be. Egy 1958 végén kiadott miniszteri utasítás értelmében a bugyi telephelyet át kellett adni a Telefongyárnak. Az átadást 1959 végén bonyolították le. A Bulcsú utcai szűkös hely miatt 1960-ra már nem is mertek export megrendeléseket vállalni. Döntés született a Bulcsú utca 9. szám alatt egy szárnyépület felépítésére. A gyár alapterülete 1953-1960 között 670%-ra, termelése 1115%-ra bővült.

## Gyártmány-, és gyártásfejlesztés
A gyár önálló gyártmányfejlesztéssel nem rendelkezett. A repülőműszer-gyártás szovjet licenc alapján folyt. A kellően ki nem forrott típusokból évente 35-40 típust kellett bevezetni, ami a minőség rovására ment. Szerencsére a dolgozók közül sokan korábban a Marx és Marx cégnél dolgoztak, és a repülőműszer-gyártásban szerzett tudásukat jól tudták hasznosítani.

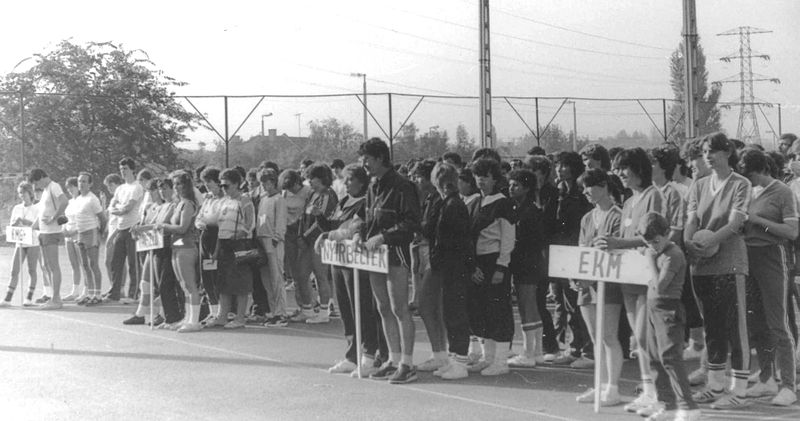
GMM sportnap

A gyártmányfejlesztés másodlagos szerepe 1957-től szűnt meg, amikor a gyár felhagyott a repülőműszerek gyártásával. A repülőműszereket autóbuszüzemre adaptálták. Az IKARUS-farmotorosok műszerei gyakran meghibásodtak, így jó kapcsolat alakult ki a két gyár között, az IKARUS elvárásainak megfelelően egyre újabb műszereket gyártottak. Célul tűzték ki a Diesel elektromos exportvonatok műszerezését. A műszereket tipizálták. 1960-ban már 6%-ban a forgácsolás helyett hidegprés és műanyag technológiát alkalmaztak. Az EKM gyártól átvették a szitanyomás technológiáját. A külső partnerek közé belépett a Műszaki Gumigyár, a Konverta. A permalloy szalagokat, import mágneseket a Csepel Vas- és Fémművektől szerezték be.